# United States Army Military Government in Korea

Siegel der Militärregierung der United States Army in Korea.

Das United States Army Military Government in Korea (Abkürzung: USAMGIK, deutsch: Militärregierung der Vereinigten Staaten in Korea) war vom 8. September 1945 bis zum 15. August 1948 das offizielle Regierungsorgan für die südliche Hälfte der koreanischen Halbinsel.
In dieser Zeit herrschte im Land ein politisches und wirtschaftliches Chaos, das verschiedene Ursachen hatte: Die Nachwirkungen der japanischen Besatzung waren sowohl in der Besatzungszone als auch in der sowjetischen Zone im Norden noch immer spürbar. Die Unzufriedenheit der Bevölkerung rührte von der Unterstützung der japanischen Kolonialregierung durch die US-Militärregierung, die die japanische Kolonialregierung unterstützte, nach deren Absetzung die ehemaligen japanischen Gouverneure als Berater beibehielt; die funktionierende und populäre Volksrepublik Korea (PRK) ignorierte, zensierte und gewaltsam auflöste und schließlich Wahlen der Vereinten Nationen unterstützte, die das Land spalteten. Die US-Regierung weigerte sich, die Provisorische Regierung der Republik Korea anzuerkennen, obwohl die späteren südkoreanischen Regierungen sie als ihre Vorgängerin ansahen.
49,1 % (787 Personen) des koreanischen Personals in der US-Militärregierung waren Beamte unter der japanischen Herrschaft gewesen; darüber hinaus hatten 40,7 % (262 Personen) der lokalen Regierungsbeamten, 70,8 % (211 Personen) der Richter und Staatsanwälte und 70,4 % (133 Personen) der Bezirksgouverneure unter der US-Militärregierung zuvor offizielle Positionen während der japanischen Besetzung innegehabt.
Das US-Militär war weitgehend unvorbereitet auf die Herausforderung, das Land zu verwalten, da es weder die Sprache, noch die politische Situation kannte. Daher hatten viele ihrer Maßnahmen unbeabsichtigte destabilisierende Auswirkungen. Flüchtlingswellen aus Nordkorea (schätzungsweise 800.000) und Rückkehrer aus dem Ausland sorgten für weitere Unruhen.
Nach der verfassungsgebenden Versammlung und den Präsidentschaftswahlen, die im Mai bzw. Juli 1948 stattfanden, rief die erste Regierung am 15. August 1948 offiziell die Existenz der Republik Korea aus.